# Guy Poirieux
Guy Poirieux, né le 9 mars 1936 à Bron (Rhône) et mort le 21 mars 2012 à Saint-Cyr-sur-Mer (Var), est un homme politique français.

## Biographie
Guy Poirieux est élu maire de Montbrison lors des municipales de 1971, il sera reconduit à chaque scrutin (1977, 1983 et 1989). Entretemps, il devient conseiller général du canton de Montbrison en 1973 et est réélu lors des cantonales de 1979, 1985 et de 1992. Il est élu conseiller régional et obtient une vice-présidence.
Guy Poirieux décède lors d'une partie de golf avec un ami.
En 2017, son fils Nicolas, divers droite, se présente à la députation dans la 6e circonscription de la Loire mais récolte seulement 3,47 %.

## Détail des fonctions et des mandats
Mandats locaux
- 1971 - 1977 : Maire de Montbrison
- 1977 - 1983 : Maire de Montbrison
- 1983 - 1989 : Maire de Montbrison
- 1989 - 1995 : Maire de Montbrison
- 1973 - 1979 : Conseiller général du canton de Montbrison
- 1979 - 1985 : Conseiller général du canton de Montbrison
- 1985 - 1992 : Conseiller général du canton de Montbrison
- 1992 - 1992 : Conseiller général du canton de Montbrison
- 1986 - 1992 : Conseiller régional de Rhône-Alpes
- 1992 - 1998 : Conseiller régional de Rhône-Alpes
- 1992 - 1998 : Vice-président du Conseil régional de Rhône-Alpes

Mandat parlementaire
- 27 septembre 1992 - 30 septembre 2001 : Sénateur de la Loire

Autres fonctions
- 1974 - 1995 : Président de la Société d'Économie Mixte pour l'Aménagement du Forez (SEMAFOR)
- 1990 - 1995 : Président de la Fédération des maires de la Loire

## Postérité
Une salle polyvalente à Montbrison porte son nom.